# Multiprotocol Encapsulation
Das Multiprotocol Encapsulation (MPE) ist ein IP-basiertes Protokoll auf der Sicherungsschicht für MPEG-2-Datenströme für das Digital Video Broadcasting. Es wurde vom Europäischen Institut für Telekommunikationsnormen als EN 301 192 veröffentlicht.

## Aufbau
Ein MPE-Paket hat eine Länge von maximal 4096 Bytes und besteht aus einem Section Header, den Nutzdaten (Section Payload) und dem Section Trailer, in dem die Informationen zur Fehlererkennung eingebettet sind. Zum Einsatz kommt dazu ein Reed-Solomon-Code RS(255,191,t=32).